# 糸満ロータリー

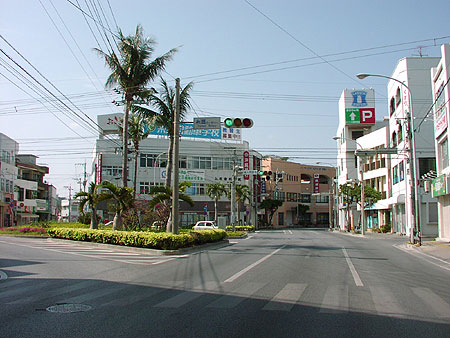
糸満ロータリー（ラウンドアバウトへ改良前）

糸満ロータリー（いとまんロータリー）は沖縄県糸満市糸満の沖縄県道256号豊見城糸満線にあるラウンドアバウト交差点である。この交差点はかつてはロータリー交差点であったが、一時は一般的な交差点との組み合わせ（旧国道331号を南北に通過する場合は直進通過が可能な形状）となっていた。その後2015年10月にラウンドアバウトに改良された。

## 概要
糸満市では兼城交差点（兼城）や阿波根交差点（潮平）と並ぶ交通量の多い交差点で、交通情報でも紹介される。交差点自体は四方向の十字路だが糸満漁港西側がロータリー完成後の1970年に埋め立てられたため、この交差点は実質国道と県道の八重瀬町方面との三叉路型となっている（県道の糸満漁港方面とは普通のT字路で国道と交わっている）。
那覇市から南部戦跡方面へ、または市北西部からの沖縄県道256号豊見城糸満線と東部の沖縄県道77号糸満与那原線方面への重要な交差点だが、県道77号、県道256号ともそれぞれ片側1車線の計2車線しかなく（県道77号の漁港側は幅員が狭いため右折帯レーンがない）、沖縄西海岸道路糸満道路開通前は国道331号(現県道256号)側の渋滞が激しかった。道路の両側には店舗などの建物があることからこれ以上の拡幅は困難であるため、約500m西側に糸満道路が建設され、2012年に全線開通した。糸満道路全線開通後は国道のみ利用車両は同道路に移り、交通量が減った。また糸満道路開通前は那覇市から南部戦跡方面へはロータリーの渋滞を避けるため、国道を利用せずに市の内陸部を通る沖縄県道7号奥武山米須線を利用することもあった。さらに市北西部（西崎・潮平）から東部へは2006年に市道が開通したことから幾分交通量は緩和されている。
沖縄本島内の「ロータリー」としては、この糸満ロータリーのほかに嘉手納町の嘉手納ロータリーがあり、よくタクシーの運転手が間違えるという（糸満ロータリーのはずが嘉手納ロータリーだったり、またはその逆だったりというように）。なお嘉手納ロータリーは廃止され三叉路の交差点に改良された。

## ラウンドアバウトへの改良

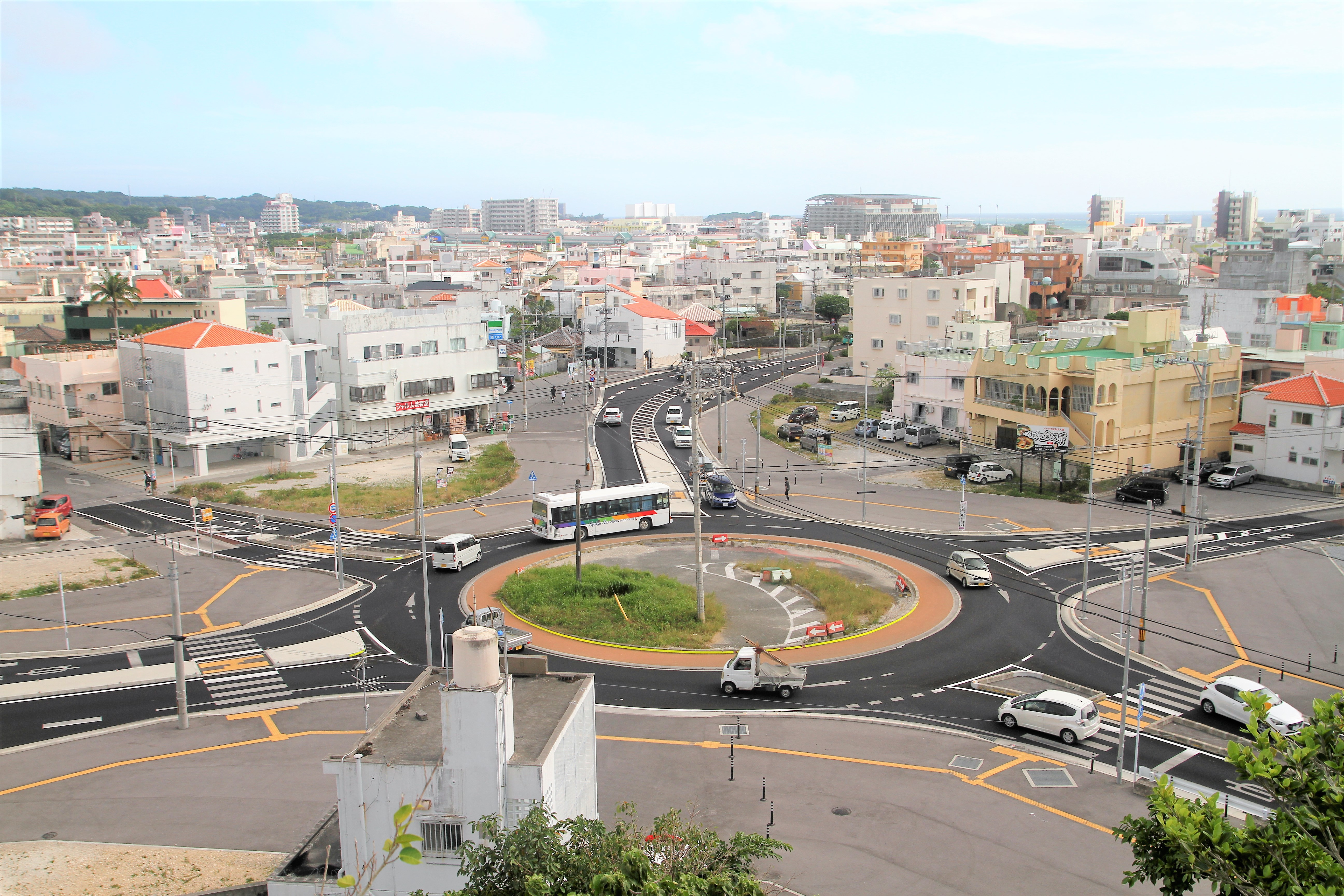
糸満ロータリーラウンドアバウト上から（2021年5月）

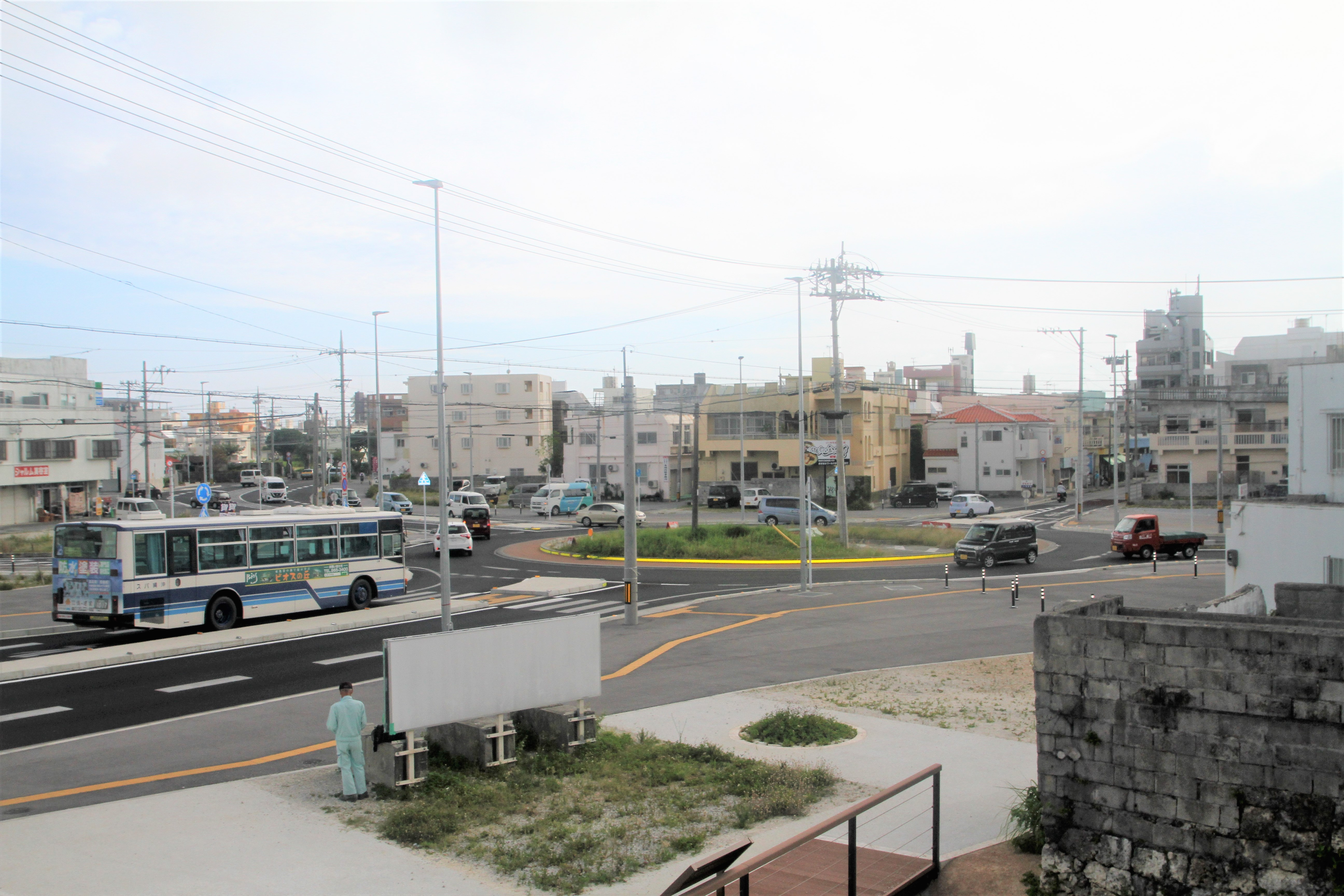
糸満ロータリーラウンドアバウト下から（2021年5月）

このロータリーは、ラウンドアバウトに改良された。2014年7月に専門家、国、県、市、警察、地元住民代表で構成する「糸満ラウンドアバウト社会実験実施検討協議会」が立ち上げられた。2015年8月に社会実験のための工事が着手され、2015年10月3日にラウンドアバウトへの切替えが行われた。2016年3月まで実験が行われ、その分析、検証を経て、2016年度に本格整備を行う予定である。整備費は約2000万円であり、信号機はラウンドアバウトへの改良後に撤去される。

### ラウンドアバウト化の効果
ラウンドアバウトの導入前には100メートルあった滞留長が、導入後は20メートルに短縮されるなど、糸満ロータリー周辺の渋滞が以前より緩和された。

## 交差道路
- 沖縄県道77号糸満与那原線（東西方面）
- 沖縄県道256号豊見城糸満線（南北方面）

## 各方面の主な目的地
- 北行き（県道256号）：那覇市・那覇空港・豊見城市
- 南行き（県道256号）：与那原町（南城市知念経由）・南城市（玉城、知念、佐敷）・八重瀬町具志頭・平和祈念公園
- 東行き（県道77号）：与那原町（南城市大里経由）・南城市大里・八重瀬町東風平
- 西行き（県道77号）：糸満漁港

## 主な目的地への距離

### 県道256号那覇方面
- 辺戸岬・130km
- 海洋博公園・100km
- 名護市・80km
- 嘉手納町・35km
- 那覇市・11km
- 那覇空港・11km
- 豊見城市・6km

### 県道256号具志頭方面
- 与那原町（南城市知念・国道331号経由）・40km
- 南城市玉城・18km
- 八重瀬町具志頭・14km
- 平和祈念公園・10km
- ひめゆりの塔・5km

### 県道77号与那原方面
- 名護市（国道329号経由）・87km
- 沖縄市・35km
- 与那原町（南城市大里経由）・14km
- 南城市大里・11km
- 八重瀬町東風平・7km

### 県道77号糸満漁港方面
- 糸満漁港・150m

## 周辺の施設
- 山巓毛
- 糸満警察署町端交番

### かつてあった施設
- NTT西日本糸満営業所（1989年までは糸満電報電話局、1999年にNTT再編に伴う業務集約で廃止）
- 琉球銀行糸満支店（2017年に新川区へ移転、現在はほぼ同じ敷地にファミリーマートが建っている）
- 沖縄銀行糸満支店（2016年に潮崎町へ移転）

## 事件
1969年9月18日に糸満ロータリー付近でアメリカ軍軍曹が泥酔運転をして、歩道を歩いていた老女を死亡させる事故を起こした。それに対し地元の青年たちはMPへの事故車引き渡しを拒否、地元政治組織とともに事故対策協議会を発足させ、警察を通じてアメリカ軍に対し司令官の謝罪・軍事裁判の公開・遺族への完全賠償を要求していたが、事件直前の1970年12月7日に軍事裁判は軍曹を「証拠不十分」により無罪とした。これらの事件が、人々の間に米軍人による事故の処理に不満を抱かせて、コザ暴動の引き金となった。

## 引用
1. ↑  糸満ロータリーのラウンドアバウト化に向けた社会実験について 沖縄県糸満市、2015年7月6日
2. ↑  会議録検索システム　　会議録検索システムへ　→「ラウンドアバウト」で検索　→　平成26年第５回糸満市議会定例会会議録　P.40　市長（上原裕常君）2014年12月12日　「糸満ロータリーのラウンドアバウト導入に向けて、本年７月に専門家、国、県、市、警察、地元住民代表で構成する糸満ラウンドアバウト社会実験実施検討協議会を立ち上げ、社会実験に向けて取り組んでいるところであります。県内で初めての取り組みであり、導入に向けては同協議会に諮って、国、県、警察とも連携をとりながらチラシや広報紙等によりラウンドアバウト社会実験の開始時期、交通ルールに関する広報活動を行い、地元住民や道路利用者へ周知を図りたいと考えております。現在、社会実験に向けて、沖縄県南部土木事務所で交差点設計を行っており、平成27年度初めには社会実験のための工事着手、来年の夏ごろに実験実施の予定であります。実施の期間は３カ月を予定しており、社会実験の分析、検証を行い、本格整備を行う計画であります。市では、糸満ロータリーにおけるラウンドアバウトでの整備を風景づくりの核として、景観に配慮した道路整備、電線類の地中化、沿道の建築物も含め、国、県、市、地域住民の協働により、ロータリーを含めた国道沿道を糸満市の顔として、またシンボルとしてまちづくりを行っていきたいと考えております。」
3. ↑     久高 隆太郎、糸満ロータリー「ラウンドアバウト」実証実験、しまたてぃ、No.75、p.17、沖縄しまたて協会、2016年1月号
4. ↑  「糸満ラウンドアバウト」導入に向けて糸満市、2014年7月29日
5. ↑  糸満ロータリーでの「ラウンドアバウト」を考える、講演会に150人糸満市、2014年11月26日
6. ↑  糸満ロータリー  新しい円形交差点誕生へ 週刊ほ～むぷらざ　1439号　2015年2月12日発行  「「ラウンドアバウト化」について糸満市、県、国、県警が協議会を立ち上げ、本格的な実施を検討している。協議会事務局の糸満市都市計画課の嘉数康広係長は「ルールを守って通行すれば安全性が高い。また信号がないために交通渋滞の緩和も期待できる」と説明。早ければ、今年７月から３カ月間の試験運用を実施し、本格導入に向けての作業を進める予定という。」
7. ↑  “沖縄初、信号機のない環状交差点10月3日始まる 糸満ロータリー”. 沖縄タイムス. (2015年9月16日).  オリジナルの2016年3月4日時点におけるアーカイブ。 2020年6月24日閲覧。
8. ↑   (PDF)  久高 隆太郎、糸満ロータリー「ラウンドアバウト」実証実験、しまたてぃ、No.75、p.20-21、沖縄しまたて協会、2016年1月号
9. ↑  “糸満ロータリー新交通方式　交通渋滞が緩和　効果は期待以上”. 琉球新報. (2015年12月6日)
10. ↑  糸満女性れき殺事件

座標: 北緯26度07分45.5秒 東経127度40分11.8秒 / 北緯26.129306度 東経127.669944度